# Chemical Warfare (Escape the Fate)
| Recensione      | Giudizio |
| --------------- | -------- |
| Kerrang!        |          |
| Metal Injection |          |
| Wall of Sound   |          |

Chemical Warfare è il settimo album in studio del gruppo musicale statunitense Escape the Fate, pubblicato nel 2021.

## Descrizione
Il gruppo aveva iniziato a lavorare sull'album già da un anno prima di incontrare John Feldmann, ma una volta entrati in studio hanno ricominciato dall'inizio, in un processo creativo prolifico. L'album prende il nome dal brano più importante per Mabbitt, che parla della sua dipendenza dall'alcol e dei suoi problemi. Dopo aver ultimato il progetto, a causa dell'emergenza da covid-19 ha avuto una ricaduta, ma grazie alla sua musica ha ritrovato sé stesso e al giorno di pubblicazione dell'album ha festeggiato un anno di sobrietà.
Per il chitarrista Kevin Gruft si tratta della naturale evoluzione del gruppo, derivato dalla sperimentazione di nuovi suoni ma anche dalla crescita individuale dei componenti, diventati ormai più maturi e sobri. Infatti, sebbene la spinta di Feldmann sia stata importante per quanto riguarda la sperimentazione, l'elemento decisivo che ha portato il disco a livelli di qualità superiori consiste nell'essere rimasti in uno stato di lucidità durante le registrazioni, come conferma lo stesso Gruft, il quale aveva abbandonato droghe ed alcool per vivere una vita più sana.
Il disco prevede anche una collaborazione con Lindsey Stirling, che il gruppo aveva già provato a coinvolgere nel progetto precedente, non riuscendo per questioni di tempo.

## Tracce
1. Lightning Strike – 2:46 (testo: Craig Mabbitt, Kevin Gruft, John Feldmann, Travis Barker, Nick Anderson)
2. Invincible (feat. Lindsey Stirling) – 3:52 (testo: Craig Mabbitt, Kevin Gruft, John Feldmann, Lindsey Stirling, Rachel West)
3. Unbreakable – 3:02 (testo: Craig Mabbitt, Kevin Gruft, Robert Ortiz, John Feldmann)
4. Chemical Warfare – 3:14 (testo: Craig Mabbitt, Kevin Gruft, John Feldmann, Matt McAndrew)
5. Erase You – 2:28 (testo: Craig Mabbitt, Kevin Gruft, Robert Ortiz, John Feldmann,  John Clark)
6. Not My Problem (feat. Travis Barker) – 3:25 (testo: Craig Mabbitt, Kevin Gruft, John Feldmann, Travis Barker, Rachel West)
7. Burn the Bridges – 3:40 (testo: Craig Mabbitt, Kevin Gruft, Robert Ortiz, John Feldmann,  Joe Kirkland)
8. Demons – 2:54 (testo: Craig Mabbitt, Kevin Gruft, Robert Ortiz, John Feldmann, Lil Aaron)
9. Hand Grenade – 2:40 (testo: Craig Mabbitt, Kevin Gruft, John Feldmann, Travis Barker)
10. Ashes (Broken World) – 3:05 (testo: Craig Mabbitt, Kevin Gruft, Matt McAndrew)
11. My Gravity – 3:19 (testo: Craig Mabbitt, Kevin Gruft, John Feldmann, Liv Marisco)
12. Walk On – 3:34 (testo: Craig Mabbitt, Kevin Gruft, Robert Ortiz, John Feldmann,)

B-Sides
1. Around the Sun (feat. Brandon Saller) – 2:34
2. Shut Up and Listen – 3:17
3. Over It – 3:30
4. Invincible (feat. Lindsey Stirling) (acustico) – 2:58
5. Not My Problem (acustico) – 2:26

## Formazione

### Gruppo
- Craig Mabbitt – voce
- Kevin Gruft – chitarra solista, basso, cori, programmazione
- TJ Bell – chitarra ritmica, basso, cori
- Robert Ortiz – batteria, cori

### Produzione
- John Feldmann – produzione, ingegneria del suono, missaggio
- Kevin Gruft – produzione, ingegneria del suono
- Dylan Mclean – ingegneria del suono, missaggio
- Scot Stewart – ingegneria del suono, missaggio

## Classifiche
| Classifica (2021) | Posizione massima |
| ----------------- | ----------------- |
| Germania          | 94                |